# Nora De Marco
Nora De Marco (1953) es una botánica y taxónoma argentina. Desarrolla actividades académicas en el Departamento Botánica, de la Facultad de Agronomía y Zootecnia en la Universidad Nacional de Tucumán, siendo responsable del Arboretum.

## Algunas publicaciones
- maría francisca Parrado, nora de Marco. 2004. Floración de Guadua chacoensis (Poaceae: Bambuseae). Lilloa 43 (1-2)

## Eponimia
- (Fabaceae) Genista demarcoi Brullo, Scelsi & Siracusa[2]